# Тайрелл Річард
Тайрелл Річард (англ. Tyrell Richard) (нар. 4 серпня 1997) — американський легкоатлет, спринтер.
На чемпіонаті світу-2019 американець здобув дві золоті нагороди. Перше «золото» було вибороно в змішаній естафеті 4×400 метрів, взявши участь у забігу та ставши співавтором (разом з Джессікою Беард, Джасмін Блокер та Обі Ігбокве) першого в історії світового рекорду в змішаній естафеті 4×400 метрів (3.12,42). Цей рекорд протримався один день. Наступного дня, у фіналі дисципліни, американський квартет у складі Вілберта Лондона, Еллісон Фелікс, Кортні Около та Майкла Черрі перевершив це досягнення майже на 3 секунди (3.09,84). Друга золота нагорода була за участь в забігу чоловічої естафети 4×400 метрів.